# لوکاش کرپالک
لوکاش کرپالک (چکی: Lukáš Krpálek؛ زادهٔ ۱۵ نوامبر ۱۹۹۰) یک جودوکار اهل جمهوری چک است. او در مسابقات جهانی جودو در سال ۲۰۱۴ برای نخستین بار به مقام قهرمانی رسید. هم‌چنین در المپیک تابستانی ۲۰۱۶ مدال طلای وزن ۱۰۰- کیلوگرم را به دست آورد.